# Candido Amantini
Eraldo Ulisse Amantini, detto Candido dell'Immacolata (Bagnolo, 31 gennaio 1914 – Roma, 22 settembre 1992), è stato un presbitero, teologo ed esorcista italiano.

## Biografia
Eraldo Ulisse Amantini nacque a Bagnolo sul Monte Amiata, in provincia di Grosseto, secondo di quattro figli da Giovanni Battista Amantini e Diolinda Fratini.
Il 26 ottobre 1926, all'età di dodici anni, entrò in seminario presso i padri passionisti a Nettuno, per poi essere trasferito quattro anni dopo presso il Convento della Presentazione al Tempio sul Monte Argentario, casa madre dei passionisti. Il 23 ottobre 1929 ricevette l'abito talare e gli fu dato il nome di Candido dell'Immacolata. Dopodiché fu trasferito prima a Tavarnuzze e successivamente a Vinchiana-Ponte a Moriano (Lucca), dove completò gli studi in filosofia e teologia. Nel 1936, a Roma presso la Scala Santa, si laureò in Teologia all'Università Pontificia Angelicum. Fu ordinato sacerdote a Roma il 13 marzo 1937.
Nel 1941, presso l'Istituto Biblico Pontificio, ottenne la laurea in Sacre Scritture e studiò il greco, l'ebraico, il tedesco e il sanscrito. Dal 1941 al 1945 insegnò l'ebraico e le Sacre Scritture a Vinchiana e a Vetralla, per poi ritornare a Roma per insegnare in seminario, e infine, dal 1947 al 1960, alla basilica dei Santi Giovanni e Paolo. Un grave malore lo porterà nel maggio del 1961 ad interrompere l'attività di insegnante.
Candido Amantini iniziò ad occuparsi di esorcismo con Alessandro Coletti, esorcista della diocesi di Arezzo e già suo allievo in seminario, con il quale effettuò il suo primo esorcismo. Dal 1961 fino al giorno della propria morte praticò esorcismi presso la diocesi di Roma. Ebbe modo di conoscere san Pio da Pietrelcina, il quale disse di lui: «È un sacerdote secondo il cuore di Dio». Padre Gabriele Amorth fu suo allievo su insistenza del cardinale Ugo Poletti dal giugno 1986, sostituendolo come primo esorcista al momento della morte.

### Morte e processo di beatificazione
Il 22 settembre 1992, giorno della ricorrenza del martirio di san Candido di Sion-en-Valais, morì dopo una lunga malattia. Fu sepolto al cimitero del Verano e proclamato servo di Dio. Il 21 marzo 2012 le sue spoglie furono spostate presso la cappella del Crocifisso alla Scala Santa. Attualmente è in corso il processo di beatificazione, iniziato il 13 luglio 2012.

## Opere
- Il mistero di Maria, Napoli, Edizioni dehoniane, 1971 (e riedizioni successive)
- Chi mi aiuta? La Via Crucis di Enrico Manfrini ambientata da Ernesto Brivio a Boscobello di San Remo, testi di Candido Amantini ed altri, foto Pepi Merisio, San Remo, Edizioni Famiglia dell'Ave Maria, c1990